# Decléor
Decléor est une marque de produits cosmétiques créée en 1974 et propriété du groupe Cospal depuis 2014.

## Historique
La marque Decléor est créée par deux esthéticiennes aromathérapeutes, Caroline Colliard et Solange Dessimoulie, un médecin, le Docteur Jean-Jacques Legrand, et un chef d'entreprise, Mr. André Benet. À sa création elle porte le nom de Cléor, en référence à La Clé en Or qui ouvre le Temple de la Beauté. Elle prend le nom de Decléor 10 ans après sa création.
La marque est spécialisée en rituels aromatiques pratiqués dans des instituts et des spas.
En 2000, la marque est rachetée par Shiseido, permettant notamment son développement en Asie.
Après avoir informé le 17 octobre 2013 être en négociations exclusives avec Shiseido, L'Oréal annonce le rachat de Decléor le 20 février 2014.